# Xi'an (socken i Kina, Guangxi)
Xi'an (kinesiska: 西安乡, 西安) är en socken i Kina. Den ligger i den autonoma regionen Guangxi, i den södra delen av landet, omkring 220 kilometer nordost om regionhuvudstaden Nanning.
Genomsnittlig årsnederbörd är 2 161 millimeter. Den regnigaste månaden är juni, med i genomsnitt 421 mm nederbörd, och den torraste är januari, med 53 mm nederbörd.